# Ri Chun-hee
Ri Chun-hee (Hangŭl: 리춘히 Ri Ch'unhi, Hanja: 李春姫) (Tongchon, 8 luglio 1943) è una giornalista e conduttrice televisiva nordcoreana, tra i più noti volti della Televisione Centrale Nord Coreana.

## Biografia
Nata nel 1943 da una famiglia di umili condizioni di Tongchon (Gangwon), è stata cresciuta con i fondi del governo a causa del suo penoso stato economico.
Laureata in performance art, è stata assunta dalla Televisione Centrale Coreana, dove lavora come giornalista e presentatrice del notiziario (in coreano 보도 - Podo) da quattro decenni. È caporedattrice dal 1974, e da allora è andata regolarmente in onda come commentatrice di ogni apparizione pubblica del leader supremo Kim Jong-il, nonché di eventi particolarmente importanti, come per esempio i test nucleari del 2006. Fu sempre lei ad annunciare la morte di Kim Il Sung (nel 1994) e di Kim Jong Il (nel 2011), in entrambi i casi scoppiando in lacrime in diretta televisiva.
Quando è in onda, solitamente indossa un vestito rosa in stile occidentale o, in alternativa, un hanbok, tipico abito femminile coreano, vagamente simile al kimono. Grazie al rosa, nel tempo si è guadagnata dai media occidentali l'appellativo di Pink Lady (Signora Rosa).
Il 5 dicembre 2018 è andata in pensione all'età di 75 anni ma ha continuato ad apparire alla conduzione in occasione di eventi di particolare importanza.

## Riconoscimenti ed onorificenze
Il suo lavoro è molto apprezzato dalle autorità della Corea del Nord, soprattutto per via della sua pronuncia chiara e ben scandita, la sua mimica e la sua eloquenza, tali da suscitare forte empatia nei telespettatori. Pertanto è stata insignita dei titoli "Giornalista televisivo del Popolo" ed "Eroina del Lavoro". 
Questi riconoscimenti e la sua fedeltà le hanno garantito diversi benefici; il 14 aprile 2022, ad esempio, Kim Jong-Un in persona le ha regalato la proprietà di una casa moderna a Pyonyang in un complesso di appartamenti finito di costruire in occasione del 110º anniversario di nascita di Kim Il-sung e destinato ai più grandi sostenitori del regime. 